# Hühnerküppel
Der Hühnerküppel ist eine 369,3 m ü. NHN hohe Erhebung im Mittelgebirge Taunus. Er liegt nahe Rohnstadt im hessischen Landkreis Limburg-Weilburg.

## Geographie

### Lage
Der Hühnerküppel erhebt sich im Östlichen Hintertaunus innerhalb des Naturparks Taunus. Der Gipfel des in der Gemarkung von Rohnstadt befindlichen Bergs liegt 0,7 km südwestlich von Rohnstadt, 1,3 km ostnordöstlich von Laubuseschbach und 1,6 km westnordwestlich von Langenbach, drei Ortsteilen von Weilmünster. Nördlich vorbei am Berg fließt der Bleidenbach (Eschbach), und südlich entspringt der Langenbach; beide sind Zuflüsse der etwa östlich des Berges verlaufenden Weil.

### Naturräumliche Zuordnung
Der Hühnerküppel gehört in der naturräumlichen Haupteinheitengruppe Taunus (Nr. 30), in der Haupteinheit Östlicher Hintertaunus (302) zum Naturraum Weilburger Hintertaunus (302.1).

## Geschichte
Der frühere Name war Hünerküppel, wohl ursprünglich nach „Hünen“ benannt. Hün bedeutet laut Onomastik ursprünglich „(junger) Bär“, „Tierjunges“, erst später in Analogie zur Bedeutung als Riese (altnord. húnn, norw. mundartlich hún). Der Berg trägt Spuren keltischer Befestigungsanlagen und Besiedlung; es gibt auch Funde von Eisenschlacke.

## Historische und Wanderwege
Über den Südosthang des Hühnerküppels verläuft die historische Hessenstraße (alte Keltenstraße), die hier mit der Rennstraße zusammenfällt; auch die historische Hünerstraße verläuft am Berg; sie dienen heute als Forst- und Wanderwege. 
Vom Berg bietet sich gute Rundumsicht im Taunus: Im Östlichen Hintertaunus Blick fällt auf die am Berg liegenden Ortschaften Rohnstadt und Laubuseschbach. Außerdem reicht die Fernsicht über Hochflächen zum Pferdskopf (662,6 m) im Südsüdosten und zum Kuhbett (525,6 m) im Südsüdwesten. Im Ostsüdosten bis Süden erhebt sich der Taunushauptkamm unter anderem mit dem Steinkopf (518 m), dem Großen Feldberg (879 m) und dem Kleinen Feldberg (825,2 m).